# Abu l-Mahászin ibn Tagríbirdi
Dzsamál ad-Dín Abu l-Mahászin Júszuf ibn Tagríbirdi (arab betűkkel جمال الدين أبو المحاسن يوسف بن تغري بردي – Ǧamāl ad-Dīn Abū l-Maḥāsin Yūsuf ibn Taġrībirdī; Kairó, 1409/1410? – 1470. június 5.) középkori arab történetíró volt.

## Élete
Apja, Tagríbirdi Kis-Ázsiából érkezett Egyiptomba rabszolgaként (mamlúk) az-Záhir Barkúk (1382–1399) uralkodása alatt. Katonává képezték ki, és szép karriert futott be: an-Nászir Faradzs (1399–1412) 1407-ben egyiptomi főparancsnokká, majd 1410-ben Damaszkusz alkirályi rangú helytartójává nevezte ki. Ilyen minőségben érte a halál röviddel fia születését követően, 1412-ben. Ibn Tagríbirdit így a nővére nevelte fel, aki két egyiptomi főkádi felesége is lett. Kiváló neveltetésben részesült: híres tanítómesterek mellett ismerkedett meg az arab nyelv, a vallástudomány, a zene, valamint a török és a perzsa nyelv alapjaival; a jeles történetíró, al-Makrízi is tanította. Katonai kiképzésben is részesült, 1432-ben pedig elkísérte al-Asraf Barszbáj szultánt (1422–1438) szíriai hadjáratára. Az uralkodóval és utódaival egyébként bensőséges viszonyban volt. Érdemeiért birtokadományt (iktá) is kapott. Három alkalommal végezte el a mekkai zarándoklatot: 1423-ban, 1445-ben és 1459-ben (második alkalommal a katonai kíséret tisztjeként). Bár már korábban történetírásra adta a fejét, al-Ajni 1451-es halálát követően a Mamlúk Birodalom legkiemelkedőbb, afféle hivatalos történetírójává vált. Kéziratait a saját maga számára építtetett sírmecsetre hagyta.

## Munkássága
Bár más területeken is alkotott (egyebek mellett írt zeneelméleti traktátust, misztikus költeményt, közmondásgyűjteményt és irodalmi antológiát), elsősorban történetíróként jelentős. Első fontos munkája „A tiszta itatóhely és a bőséges befejezője” (Al-Manhal asz-száfi va l-musztaufi fi l-váfi), egy életrajzgyűjtemény, amely az 1248-1451 közt élt fontos személyiségek (uralkodók, hadvezérek, tudósok) életpályáját mutatja be, helyenként 1458-ig bővítve. Részben ezt is folytatta az Egyiptom történetét a 641-es muszlim hódítástól eredetileg az-Záhir Csakmak (1438–1453) haláláig feldolgozó munkájában, amely „A fénylő csillagok – Egyiptom és Kairó uralkodóiról” (An-Nudzsúm az-záhira fi mulúk Miszr va l-Káhira) címet viseli. Ezt egészen 1467-ig bővítette a későbbiekben. Al-Makrízi híres történeti művét folytatva dokumentálta az 1441–1469 közti időszakot „A korok eseményei – a napok és hónapok teléséről” (Havádísz ad-duhúr fi mada l-ajjám va s-suhúr), amely sok kérdésben részletesebb, mint A fénylő csillagok. Történeti munkáiból számos rövidített változatot és kivonatot is írt, például a kalifákról, a szultánokról és a vezírekről. Két másik, a bibliográfusok és a szerző által nem említett történeti könyvéről is tudunk: „A bővizű tenger – a kezdet és a vég tudásáról” (Al-Bahr az-záhir fi ilm al-avval va l-áhir) a 652–690, a „Tekintet megpihenése” (Nuzhat ar-raj) pedig az 1279–1346 közti időszakot dolgozza fel.